# Oncocnemis tinkhami
Oncocnemis tinkhami là một loài bướm đêm trong họ Noctuidae.